# 梁興初
梁興初 （1913年8月23日 - 1985年10月5日）は、中国人民解放軍の軍人。江西省吉安県（現江西省吉安市）の生まれで、旧名は梁興祚。階級は中将（1955年授与）。
1930年4月中国工農紅軍に参加、同年11月には中国共産党に入党した。長征後の1936年、抗日紅軍大学に学ぶ。日中戦争期は八路軍115師685団営長（大隊長）、副団長（副連隊長）、蘇魯豫支隊副支隊長、東進支隊支隊長、115師教導5旅旅長（旅団長）、新四軍独立旅旅長、浜海軍区第1軍分区司令員、山東軍区第1師師長（師団長）などを歴任し、数多くの戦役に参戦した。終戦後は東北地方に赴任し、1946年東北民主連軍第1師師長、1947年第6縦隊副司令員兼16師師長、1948年第10縦隊司令員（軍団長）、1949年第4野戦軍第38軍軍長（軍団長）として国共内戦を戦う。
中華人民共和国の成立後、1950年には中国人民志願軍第38軍軍長として朝鮮戦争に参戦し、第20兵団代司令員（軍司令官代理）、朝鮮西海岸指揮部副司令員、代司令員を務めた。朝鮮戦争では38軍は数々の戦功を上げ、「万歳軍」の名誉称号を得た。帰国後は、1954年海南軍区司令員、1955年広州軍区副司令員、1967年成都軍区司令員。
第4期全国人民代表大会代表、中共第9期中央委員。1955年二級八一勲章、一級独立自由勲章、一級解放勲章を叙勲。1985年10月5日、北京にて死去した。